# Аристархов, Максим Юрьевич
Макси́м Ю́рьевич Ариста́рхов (9 марта 1980, Калуга) — российский футболист, нападающий. Дебют в высшей лиге состоялся в 2000 году.

## Карьера
Аристархов родом из Калуги, там и начал заниматься футболом. Первый тренер — М. И. Стрыков. За команду местного ДЮСШ выступал до 17 лет, после чего привлёк внимание тренеров юношеской, а затем и молодёжной сборной России. В 1997 году принял предложение присоединиться к дублю московского «Торпедо». В дальнейшем Аристархов часто менял клубы, выступая не только в России, но и в Украине.
Завершил профессиональную карьеру в 2011 году в команде второго дивизиона «Губкин» (Белгородская область).

## Достижения
- Бронзовый призёр чемпионата России 2000
- Победитель второго дивизиона (Урал-Поволжье) чемпионата России 2008 года
- Финалист Кубка Украины 2005/06[3].